# Cycloramphus duséni
Cycloramphus duséni är en groddjursart som först beskrevs av Andersson 1914.  Cycloramphus duséni ingår i släktet Cycloramphus och familjen Cycloramphidae. Inga underarter finns listade i Catalogue of Life.